# Zachary Benson
Zachary Benson (né le 12 mai 2005 à Langley dans la province de la Colombie-Britannique) est un joueur canadien de hockey sur glace. Il évolue à la position d'attaquant.

## Biographie

### Carrière junior
Zachary est sélectionné en 14e position lors du repêchage Bantam de la Ligue de hockey de l'Ouest par le Ice de Winnipeg.
La Saison 2020-2021 est retardée par la pandémie de COVID-19. Elle ne démarre que le 12 mars 2021. En 24 matchs, il totalise 20 points.
À sa deuxième saison, il inscrit 63 points en 58 rencontres de saison régulière et son équipe s'incline en finale de conférence face au futur champion, les Oil Kings d'Edmonton.
Lors de sa troisième saison, il inscrit 98 points en 60 matchs de saison régulière, étant le meilleur pointeur de son équipe. l'Ice s'incline en finale des séries éliminatoires, face aux Thunderbirds de Seattle. Au terme de la saison, il est nommé dans l'équipe d'étoile de la ligue.
En prévision du repêchage de 2023, la centrale de recrutement de la LNH le classe au 6e rang des espoirs nord-américain chez les patineurs. Il est sélectionné en 13e position par les Sabres de Buffalo.

### En équipe nationale
Zachary représente sa nation lors de la Coupe Hlinka-Gretzky en 2022. Auteur de 7 points, il aide son équipe à remporter l'or.

## Statistiques

### En club
| Saison    | Équipe            | Ligue |    | Saison régulière | Saison régulière | Saison régulière | Saison régulière | Saison régulière |   | Séries éliminatoires | Séries éliminatoires | Séries éliminatoires | Séries éliminatoires | Séries éliminatoires |
| Saison    | Équipe            | Ligue | PJ | B                | A                | Pts              | Pun              | PJ               | B | A                    | Pts                  | Pun                  |                      |                      |
| 2020-2021 | Ice de Winnipeg   | LHOu  | 24 | 10               | 10               | 20               | 12               | -                | - | -                    | -                    | -                    |                      |                      |
| 2021-2022 | Ice de Winnipeg   | LHOu  | 58 | 25               | 38               | 63               | 28               | 15               | 9 | 14                   | 23                   | 10                   |                      |                      |
| 2022-2023 | Ice de Winnipeg   | LHOu  | 60 | 36               | 62               | 98               | 49               | 15               | 7 | 10                   | 17                   | 8                    |                      |                      |
| 2023-2024 | Sabres de Buffalo | LNH   | 71 | 11               | 19               | 30               | 36               | -                | - | -                    | -                    | -                    |                      |                      |

### En équipe nationale
| Année | Équipe     | Compétition          |   | PJ | B | A | Pts | Pun           |  | Résultat |
| 2022  | Canada U18 | Coupe Hlinka-Gretzky | 5 | 2  | 5 | 7 | 2   | Médaille d'or |  |          |

## Trophées et honneurs personnels

### LHOu
- Sélectionné sur l'équipe d'étoile de la ligue en 2022-2023

### Coupe Hlinka Gretzky
- Médaille d'or en 2022